# الولجة (فلسطين)
الولجة هي قرية فلسطينية في الضفة الغربية تقع على بعد أربعة كيلومترات شمال غرب مدينة بيت لحم وهي عبارة عن جيب في منطقة التماس بالقرب من الخط الأخضر
هُجر سكان القرية في أكتوبر عام 1948 ضمن حرب 1948. وقتها احتل حوالي 70% من أراضيها الموجودة غرب الخط الأخضر. استقر سكانها في الأراضي المتبقية في الضفة الغربية. وبعد احتلال إسرائيل لها في حرب 1967 ضمت إسرائيل حوالي نصف أراضي الولجة المتبقية. صادرت إسرائيل أجزاء كبيرة من أراضيها لبناء الجدار العازل ومستوطنتي هار جيلو وجيلو.

## التاريخ

### الفترة العثمانية
ذكرت الولجة في سجلات الضرائب العثمانية في عام 1596 وكانت تتبع سنجق القدس. بلغ عدد سكانها وقتها 100 أسرة مسلمة و9 عزاب، أي ما يقدر بنحو 655 شخصا. كان أهلها يدفعون ضريبة ثابتة قدرها 33.3% على المنتجات الزراعية مثل القمح والشعير والمحاصيل الصيفية والكروم وأشجار الفاكهة والماعز وعسل النحل بمجموع 7,500 آقجة.
ذكرت القرية في عام 1838 على أنها قرية مسلمة في منطقة بني حسن غرب القدس. أحصت قائمة القرى العثمانية عام 1870 فيها 78 منزل بعدد سكان 379 نسمة (اقتصر هذا التعداد على الرجال فقط).
وصفها مسح جغرافيا فلسطين الذي أجراه صندوق استكشاف فلسطين في عام 1883 فذكر بأنها قرية جيدة الحجم مبنية بالحجارة. كانت الولجة المقر الإداري لمنطقة بني حسن في النصف الأخير من الحكم الخضر وصوبا وبيت جالا وعين كارم والمالحة.
قدر عدد سكان الولجة في عام 1896 بحوالي 810 نسمة.

### الانتداب البريطاني
بلغ عدد سكان الولجة 910 نسمة كلهم مسلمون في تعداد عام 1922 الذي أجرته سلطات الانتداب البريطاني وزاد عددهم في تعداد عام 1931 إلى 1,206 نسمة في 292 منزلاً. تضاعف عدد سكانها بين عامي 1922 و1947.
بلغ عدد سكان الولجة 1,650 نسمة في تعداد 1945، وبلغت مساحتها الإجمالي 17,708 دونم منها 17,507 دونم يملكه العرب و35 دونم يملكه ليهود و166 دونم تملكه الدولة. مساحة البساتين منها 2,136 دونم و6,227 دونم للحبوب، بينما 31 دونم أراضي مبنية.

### الحكم الأردني (1948–1967)
استولى لواء هرئيل على القرية القديمة في حرب عام 1948 كان يدافع عن القرية قوات جماعة الإخوان المسلمين المصرية وجيش الإنقاذ بالإضافة إلى بعض من سكان القرية، استعادت القوات العربية القرية أكثر من مرة قبل أن تحكم القوات الإسرائيلية السيطرة عليها في 21 أكتوبر 1948. مر الخط الأخضر لاتفاقية هدنة 1949 على القرية وقسمت بنسبة 70% من أراضيها و30 نبع مياه منها أعطى لإسرائيل.
دمرت القرية بالكامل في حرب 1948 وأعاد أهاليها بناءها على بعد أقل من كيلومترين من شمال غرب القرية، شرق خط الهدنة عام 1949 داخل أراضي الضفة الغربية.
ألقت دورية تابعة لالجيش الإسرائيلي في يناير 1952 القبض على اثنين من القرويين العرب في حقل يقع على بعد 300 متر على الجانب الأردني من خط الهدنة واخذتهما إلى منزل مهجور في الولجة حيث قتلتهما هناك . كذبت إسرائيل على محققي الأمم المتحدة وقالت أنهم أصيبوا بالرصاص داخل الأراضي الإسرائيلية عندما قفزوا من خلف صخرة. لم يتمكن المحققون التابعون للأمم المتحدة والأردنيون من الحصول على اعتراف إسرائيلي بالجريمة، لكن المندوب الإسرائيلي في لجنة الهدنة المختلطة كتب سرًا إلى رئيسه أن الادعاءات صحيحة لكن الدورية لم تُأمر بقتلهما.

### حرب 1967 وما بعدها

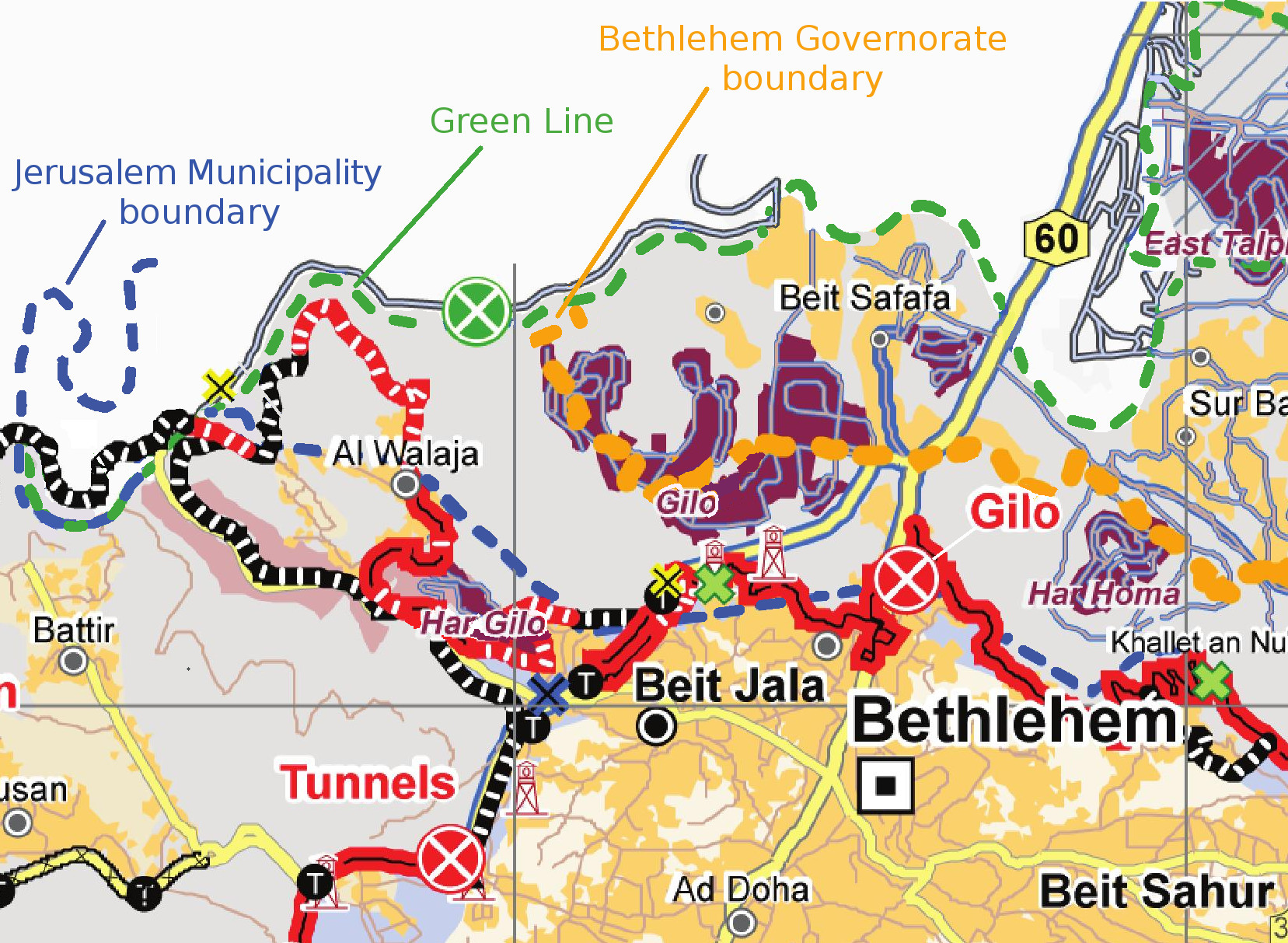
خريطة الولجة بعد حرب 1967 وقت الاحتلال الإسرائيلي لها

أعادت إسرائيل رسم حدود بلدية القدس وضمت إليهل نصف أراضي الولجة التي ضمتها بعد حرب 1948. على الرغم من ضم حي عين جويزة في الولجة إلى بلدية القدس وفرض القانون الإسرائيلي على سكانه إلا أنهم حرموا من حق الإقامة في القدس وحرمت المنطقة من خدمات البلدية ولا يجوز بناء منازل بها. تسبب تقسيم القرية في مشاكل عدة فمثلا صادرت شرطة الحدود الإسرائيلية سيارات السكان المحليين في كلا الجزأين بتهمة الدخول بشكل غير قانوني إلى إسرائيل.
بعد اتفاقية أوسلو 2 صنفت 2.6% من أراضي الولجة على أنها منطقة ب في حين صنفت 97.4% المتبقية على أنها منطقة ج صادرت الحكومة 45 لبناء مستوطنة جيلو و92 دونم من أراضي القرية لبناء هار جيلو.
هدمت إسرائيل منازل الفلسطينيين في عين جويزة وأصدرت أوامر هدم ضد 53 منزلاً آخر في فترة 2003 حتى يناير 2005. أظهرت مصادرة الأراضي التي أصدرها الجيش الإسرائيلي في أغسطس 2003 أن جدار الفصل سيحيط بالقرية بالكامل. أغلق الطريقين الرئيسيين من عين جويزة إلى بيت لحم وقيد استخدام الطريق الوحيد المؤدي إلى القدس إلا للمركبات الإسرائيلية المرخصة فقط. قُطعت بساتين الفاكهة وهدمت المنازل في أبريل 2005 لإفساح المجال لبناء الجدار.
اتحد مستوطنو غوش عتصيون وسكان الولجة في أبريل 2010 للاحتجاج على توسيع السياج الأمني حول القدس. نسقت منظمة أرض السلام ومقرها كفار عتصيون والمخصصة لبناء اتصالات بين المستوطنين اليهود وعرب الضفة الغربية هذا الحدث جزئيًا.
طُرد مجموعة من طلاب جامعة هارفارد من الولجة في عام 2012 عندما حاولوا زيارة منزل كان من المقرر هدمه بسبب جدار الفصل.
هدمت شرطة الحدود الإسرائيلية أربعة منازل بنيت بدون تصريح في سبتمبر 2018 وأصيب في هذه العملية حوالي 40 شخصًا. كتب المحامي إيتاي بيليج الذي يمثل بعض القرويين أن إسرائيل رفضت لسنوات الإعلان عن مخطط للقرية وقال «لا يوجد في الولجة أي خدمة على الإطلاق سوى خدمة هدم المنازل».
ترفض السلطات الإسرائيلية إصدار بطاقة الهوية الإسرائيلية لمعظم سكان القرية على أن أراضيهم دمجت في بلدية القدس. خطط لأن تكون المنطقة حديقة وطنية لسكان جيلو. غرمت السلطات في أكتوبر 2019 أحد سكان الولجة مبلغ 200 دولار أمريكي بسبب قطفه الزيتون من أرض عائلته.

## السكان
بلغ عدد سكان الولجة 1,650 نسمة في تعداد عام 1945 الذي أجرته سلطات الانتداب البريطاني، وبلغت مساحتها 17,708 دونم. هرب السكان عندما استولت العصابات الصهيونية عليها ثم بنيت مستوطنة أميناداف الإسرائيلية على جزء من أرض القرية. في زيارة الرئيس الأمريكي باراك أوباما لإسرائيل دعاه أحد كبار السن القرية يسمى عبد ربه ليزوره في كهفه الذي يعيش فيه بمفرده، ردت القنصلية الأمريكية العامة في القدس عليه فأرسلت مذكرة أسف قصيرة قائلة إنه لا يمكن ترتيب ذلك.

## المعالم
يوجد بالقرية ثلاثة مساجد.

### شجرة الزيتون القديمة
يوحد في القرية شجرة زيتون قديمة يُزعم أن عمرها حوالي 5000 عام، إن كان كذلك فهي ثاني أقدم شجرة زيتون في العالم بعد شجرات الزيتون شقيقات نوح في بشعلي شمال لبنان.

### نبع عين الهانية

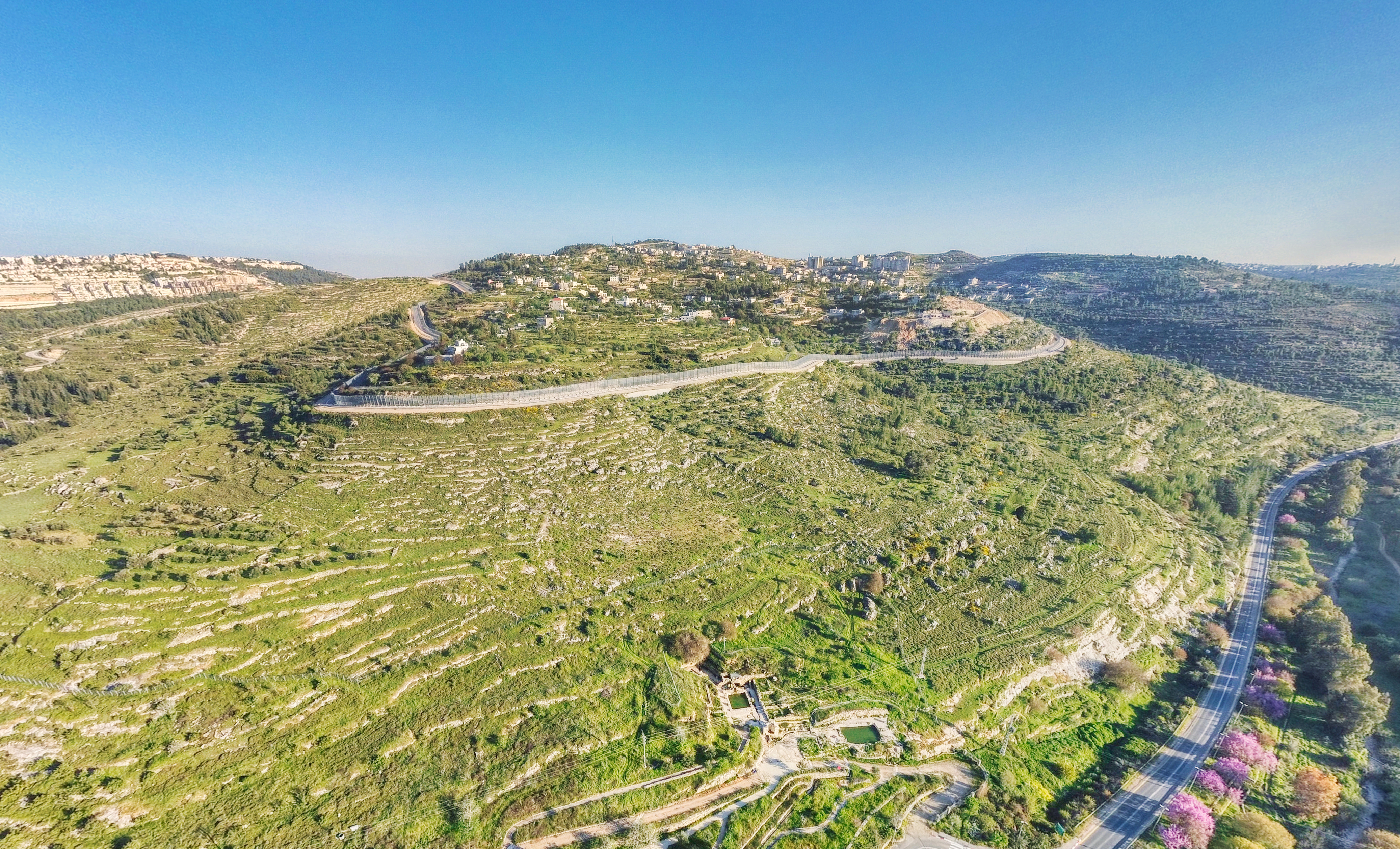
'Ain el-Haniya spring below the village and behind the Israeli West Bank barrier

يوجد نبع عين الهانية في وادي الرفائيين في أراضي القرية، ولكنه مفصول عن القرية بجدار الضفة الغربية. يوجد النبع في منطقة آثرية منها آثار رومانية. وقد كان يستخدم كمصدر للمياه للناس والماشية وللري، رمم النبع في عام 2018 وفتح الموقع كجزء من حديقة وادي رفائيم لكن لم يُسمح إلا للإسرائيليين بزيارته. يذكر التقليد المسيحي أن النبع هو مكان معمودية أمين الخزانة الملكية الإثيوبية على يد الشماس فيليب وتوجد آثار كنيسة بيزنطية بجوار النبع.

### المؤسسات الثقافية
تأسس نادي الولجة الرياضي عام 1995. وافتتح نادي نسائي ومركز شباب الأنصار عام 2000. أنشأت وزارة الداخلية جمعية الزراعة الخيرية لمساعدة المزارعين المحليين في عام 2005.

## ثبت المراجع
- Baramki، D.C. (1934). "An early Christian Basilica at 'Ain Hanniya". Quarterly of the Department of Antiquities in Palestine. ج. 3: 113–117.
- Barron, J.B.، المحرر (1923). Palestine: Report and General Abstracts of the Census of 1922. Government of Palestine.
- Conder، C.R.؛ Kitchener، H.H. (1883). The Survey of Western Palestine: Memoirs of the Topography, Orography, Hydrography, and Archaeology. London: صندوق استكشاف فلسطين. ج. 3.
- Department of Statistics (1945). Village Statistics, April, 1945. Government of Palestine. مؤرشف من الأصل في 2024-02-03.
- Guérin, V. (1869). Description Géographique Historique et Archéologique de la Palestine (بالفرنسية). Paris: L'Imprimerie Nationale. Vol. 1: Judee, pt. 2. (visited 1863: pp. 5, 385: Oueledjeh)
- Hadawi، S. (1970). Village Statistics of 1945: A Classification of Land and Area ownership in Palestine. Palestine Liberation Organization Research Center. مؤرشف من الأصل في 2018-12-08. اطلع عليه بتاريخ 2010-04-07.
- Hartmann، M. (1883). "Die Ortschaftenliste des Liwa Jerusalem in dem türkischen Staatskalender für Syrien auf das Jahr 1288 der Flucht (1871)". Zeitschrift des Deutschen Palästina-Vereins. ج. 6: 102–149.
- Hütteroth، Wolf-Dieter؛ Abdulfattah، Kamal (1977). Historical Geography of Palestine, Transjordan and Southern Syria in the Late 16th Century. Erlanger Geographische Arbeiten, Sonderband 5. Erlangen, Germany: Vorstand der Fränkischen Geographischen Gesellschaft. ISBN:3-920405-41-2. مؤرشف من الأصل في 2024-05-30.
- Khalidi، W. (1992). All That Remains: The Palestinian Villages Occupied and Depopulated by Israel in 1948. واشنطن العاصمة: مؤسسة الدراسات الفلسطينية. ISBN:0-88728-224-5. مؤرشف من الأصل في 2024-05-31.
- Macalister, R.A.S.؛ Masterman, E.W.G. (1905). "Occasional Papers on the Modern Inhabitants of Palestine, part I & part II". Quarterly Statement - Palestine Exploration Fund. ج. 37: 343–356.
- Mills, E.، المحرر (1932). Census of Palestine 1931. Population of Villages, Towns and Administrative Areas. Jerusalem: Government of Palestine.
- Morris، B. (1993). Israel's Border Wars, 1949-1956: Arab Infiltration, Israeli Retaliation, and the Countdown to the Suez War. دار نشر جامعة أكسفورد. ISBN:978-0-19-829262-3.
- Morris، B. (2004). The Birth of the Palestinian Refugee Problem Revisited. Cambridge University Press. ISBN:978-0-521-00967-6. مؤرشف من الأصل في 2024-04-11.
- Palmer، E.H. (1881). The Survey of Western Palestine: Arabic and English Name Lists Collected During the Survey by Lieutenants Conder and Kitchener, R. E. Transliterated and Explained by E.H. Palmer. صندوق استكشاف فلسطين.
- Robinson، E.؛ Smith، E. (1841). Biblical Researches in Palestine, Mount Sinai and Arabia Petraea: A Journal of Travels in the year 1838. Boston: Crocker & Brewster. ج. 2.
- Robinson، E.؛ Smith، E. (1841). Biblical Researches in Palestine, Mount Sinai and Arabia Petraea: A Journal of Travels in the year 1838. Boston: Crocker & Brewster. ج. 3.
- Schick، C. (1896). "Zur Einwohnerzahl des Bezirks Jerusalem". Zeitschrift des Deutschen Palästina-Vereins. ج. 19: 120–127.
- Socin، A. (1879). "Alphabetisches Verzeichniss von Ortschaften des Paschalik Jerusalem". Zeitschrift des Deutschen Palästina-Vereins. ج. 2: 135–163.

## روابط خارجية
- Welcome To al-Walaja, PalestineRemembered.com (old page, archived)
- Welcome To al-Walaja, PalestineRemembered.com (new page, accessed September 2020)
- al-Walaja, ذاكرات
- Survey of Western Palestine, Map 17: IAA, Wikimedia commons
- Al Walaja Village (Fact Sheet), معهد الأبحاث التطبيقية – القدس (ARIJ)
- Al Walaja Village Profile, ARIJ
- Al Walaja aerial photo, ARIJ
- The priorities and needs for development in Al Walaja village based on the community and local authorities’ assessment, ARIJ
- al-Walaja, from the مركز خليل السكاكيني الثقافي
- Palestinian statehood: The olive tree of al-Walaja - video
- Olive Wars, 2014, BBC